# Ilse Dvorak-Stocker
Ilse Dvorak-Stocker (geb. Stocker; * 19. Januar 1922 in Graz; † 9. April 2011 ebenda) war eine österreichische Verlegerin. Sie war Leiterin des Leopold Stocker Verlages.

## Leben

### Herkunft und Familie
Dvorak-Stocker wurde 1922 als Tochter des Diplomlandwirts und Agrikulturchemikers Leopold Stocker, Gründer eines Verlages in Graz, und dessen sudetendeutschen Frau Marianne geboren. Ihr Bruder fiel im Zweiten Weltkrieg. Sie war mit einem Berufsoffizier verheiratet († 1997) und Mutter von zwei Kindern, darunter Wolfgang Dvorak-Stocker (* 1966).

### Studium und Verlagstätigkeit
Dvorak-Stocker studierte Anglistik, Geschichte und Philosophie an der Karl-Franzens-Universität Graz und wurde 1950 über die „Die Kunst der Personenbeschreibung in den Romanen Tobias Smolletts, Laurence Sternes, Oliver Goldsmiths und Henry Mackenzies. Eine vergleichende Studie zur Geschichte der Erzähltechnik“ zur Dr. phil. promoviert.
Bereits ab 1941 war sie im väterlichen Verlag tätig. 1946 wurde sie geschäftsführende Gesellschafterin. Mit dem Tod ihres Vaters (1950) übernahm sie mit ihrer Mutter die Geschäfte des rechtsgerichteten Leopold Stocker Verlages. Ab 1972 leitete sie ihn alleine. 1995 übergab sie die Leitung an ihren Sohn Wolfgang Dvorak-Stocker, den sie auch weiterhin unterstützte.

### Sonstiges
Sie unterhielt gemeinsam mit ihrem Sohn Wolfgang nach Einschätzung des Dokumentationsarchivs des österreichischen Widerstandes (DÖW) enge Kontakte zur rechtsextremen Szene, wie u. a. die Annahme der Ulrich-von-Hutten-Medaille belegt.

## Ehrungen
Auf Beschluss der Landesregierung unter Josef Krainer junior (ÖVP) vom 21. Oktober 1982 wurde Dvorak-Stocker mit dem Goldenen (später dem Großen Goldenen) Ehrenzeichen des Landes Steiermark geehrt. Außerdem wurde ihr der Tiroler Adlerorden in Gold und das Goldene Ehrenzeichen der Landeshauptstadt Graz verliehen. 1992 erhielt sie durch den Bundespräsidenten den Berufstitel „Professorin“. Seit 1992 darf der Verlag auch das Steirische Wappen tragen (eine später angestrebte Aberkennung war aus rechtlichen Gründen nicht möglich). Am 12. Dezember 1996 wurde sie zur Bürgerin der Stadt Graz ernannt.
1985 wurde sie für ihren Mut, NS-Autoren zu verlegen, mit dem Joseph-Hieß Gedenkpreis des Vereins Dichterstein Offenhausen ausgezeichnet. Im April 2002 wurde Ilse Dvorak-Stocker von der in München ansässigen Gesellschaft für freie Publizistik, laut Landesamt für Verfassungsschutz Baden-Württemberg, „die mitgliederstärkste rechtsextremistische Kulturvereinigung in Deutschland“, die Ulrich-von-Hutten-Medaille verliehen. Der rechtsextreme FPÖ-Politiker und Publizist Otto Scrinzi (1918–2012) sagte in seiner Laudatio:
„Sehr früh wandte man sich der Zeitgeschichte in bestem revisionistischen Geiste zu. Diese sich ständig ausweitende Sparte des Verlages erfreut sich natürlich des besonderen Zuspruches unseres Gesinnungskreises und sichert ihr unsere große Dankbarkeit. Mit ebenso viel Festigkeit wie Klugheit hat die Jubilarin das Schifflein des Verlages durch die Untiefen und Stürme einer hoffentlich bald endenden Epoche geleitet, in der Sondergesetze, Staatsanwälte und Gerichte über vorgebliche Wahrheiten und über ‚gerichtsnotorische Fakten‘ mit Strafurteilen entscheiden.“
Am 1. Juli 2002 wurde Dvorak-Stocker mit dem Goldenen Ehrenzeichen für Verdienste um die Republik Österreich geehrt.

## Schriften
- 50 Jahre Verlagsarbeit ein Rückblick. Leopold Stocker Verlag 1917–1967. Stocker, Graz u. a. 1967.